# Estuaire
Estuaire is een van de negen provincies van Gabon. De provincie heeft een oppervlakte van 20.740 km² en heeft 638.219 inwoners (2005). De hoofdstad is Libreville, dat tevens landshoofdstad is.

## Departementen
Estuaire is onderverdeeld in drie departementen:
- Komo (Kango)
- Komo-Mondah (Ntoum)
- Noya (Cocobeach)

Estuaire · Haut-Ogooué · Moyen-Ogooué · Ngounié · Nyanga · Ogooué-Ivindo · Ogooué-Lolo · Ogooué-Maritime · Woleu-Ntem